# Раштанијада
Раштанијада је гастрономска манифестација која се дешава од 2006. године у месту Гајдобра. Манифестација подразумева надметање у прављењу најбољег куваног јела од биљке раштан, која се по традиционалном рецепту спрема од меса, раштана, соли, кромпира и воде. Код оцењивања јела пресудни су укус, изглед и раскуваност. Најбољи такмичари освајају прво друго и треће место. 